# Malacochersus tornieri
Genre
Espèce
Synonymes
- Testudo tornieri Siebenrock, 1903
- Testudo loveridgii Boulenger, 1920

Statut de conservation UICN

CRA4abcd : 
En danger critique
Statut CITES
Malacochersus tornieri, unique représentant du genre Malacochersus, est une espèce de tortues terrestres de la famille des Testudinidae.
Elle est appelée Tortue crêpe en français.
Autrefois classée Vulnérable par l'UICN, elle est aujourd'hui en danger critique d'extinction, du fait de sa surexploitation pour le commerce illégal d'animaux de compagnie.

## Répartition
Cette espèce se rencontre au Kenya, en Tanzanie et en Zambie.

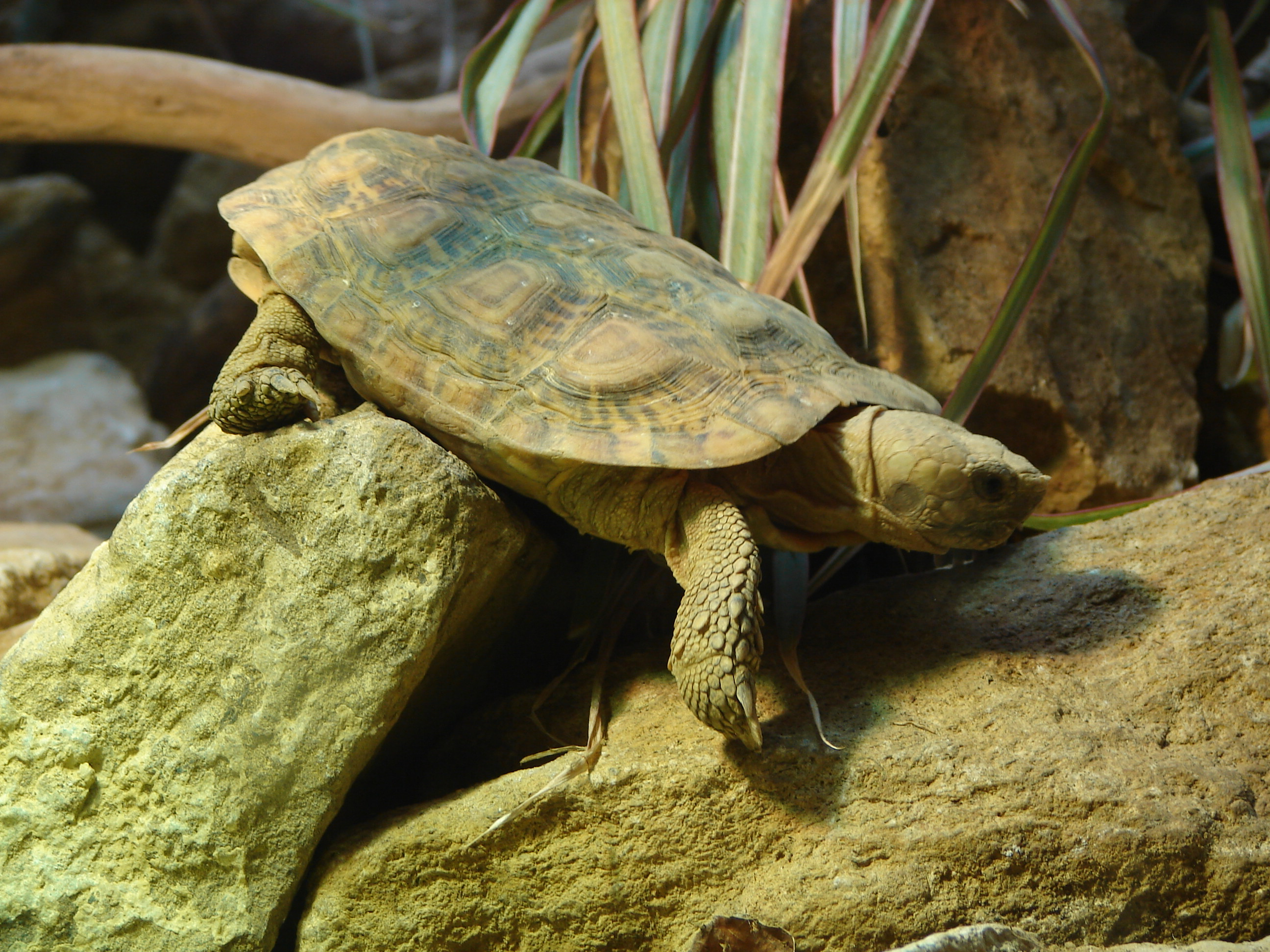

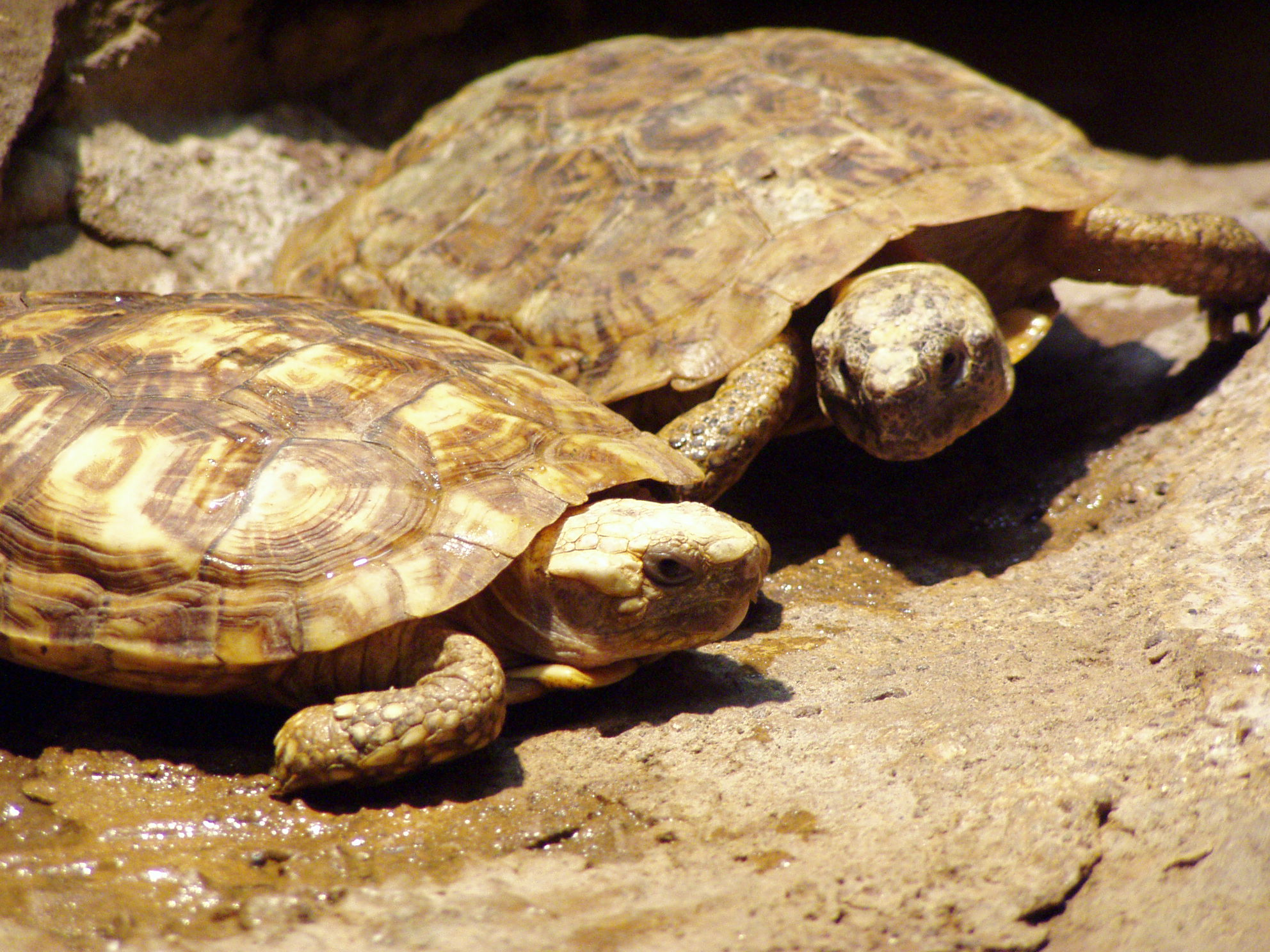

## Étymologie
Cette espèce est nommée en l'honneur de Gustav Tornier.

## Publications originales
- Lindholm, 1929 : Revidiertes Verzeichnis der Gattungen der rezenten Schildkröten nebst Notizen zur Nomenklatur einiger Arten. Zoologischer Anzeiger, vol. 81, p. 275–295.
- Siebenrock, 1903 : Über zwei seltene und eine neue Schildkröte des Berliner Museums. Sitzungsberichte der Kaiserlichen Akademie der Wissenschaften in Wien (Mathemathisch-Naturwissenschaftliche Klasse), vol. 112, p. 439–445 (texte intégral).